# Чернігів-Шестовиця (аеропорт)

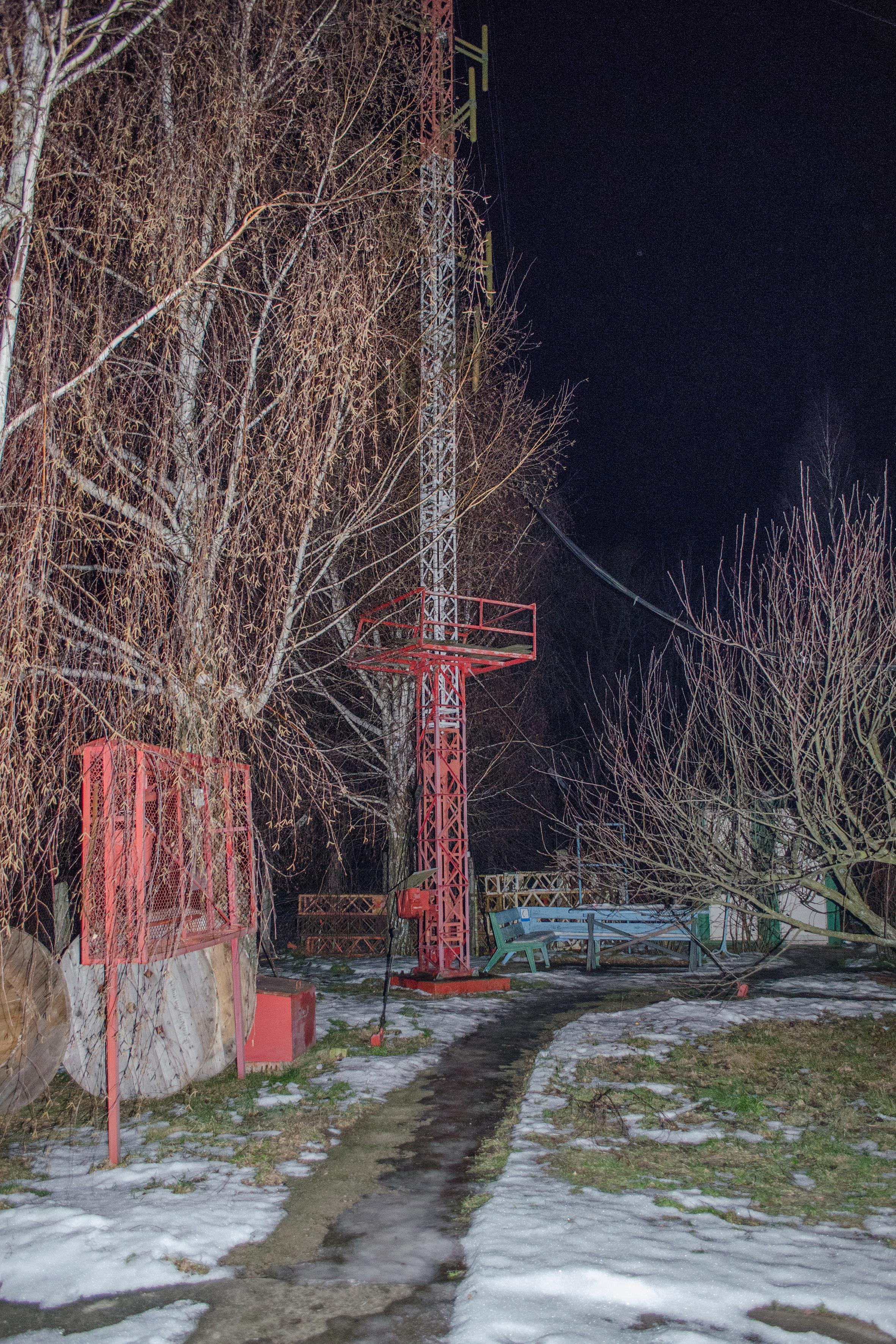

Чернігівський аеропорт Шестовиця (IATA: CEJ, ICAO: UKKL) — колишній цивільний аеропорт в Україні, що знаходиться за 15 км на південний захід від Чернігова у межах Чернігівської міської громади. Аеропорт зачинився у 2002 році.

## Історія
Раніше в цього аеропорту був код IATA UKRR.
Аеродром був зачинений у 2002 році.

## У культурі
В аеропорту зняли частини українського блокбастера «Кіборги: Герої ніколи не вмирають» 2017 року.